# Kreodanthus crispifolius
Kreodanthus crispifolius är en orkidéart som beskrevs av Leslie Andrew Garay. Kreodanthus crispifolius ingår i släktet Kreodanthus och familjen orkidéer. Inga underarter finns listade i Catalogue of Life.